# Dirphia seraphini
Dirphia seraphini är en fjärilsart som beskrevs av Eugène Louis Bouvier 1929. Dirphia seraphini ingår i släktet Dirphia och familjen påfågelsspinnare. Inga underarter finns listade i Catalogue of Life.